# Friedrich Meinel (Unternehmer)

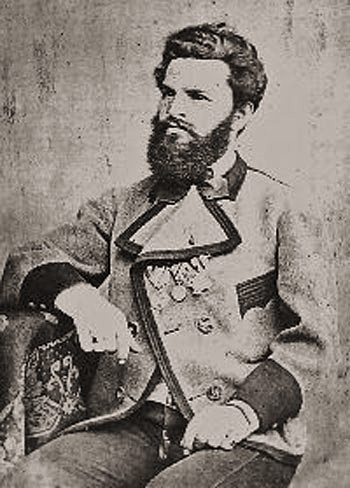
Friedrich Meinel

Friedrich Meinel (* in Klingenthal, Sachsen; † 7. Juni 1911 in Bad Kissingen) war ein deutscher Spielzeugfabrikant und weltweit tätiger Versandhändler.

## Leben

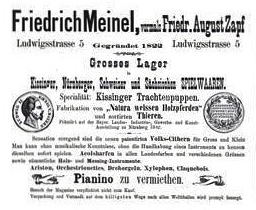
Anzeige von Friedrich Meinel (1888)

Meinels Vorfahren waren Schindelmacher, Spitzenhändler und Bergleute gewesen. Auch mehrere Instrumentenbauer wie der Geigenbauer Christian Friedrich Meinel (1705–1774) waren darunter, woher wohl auch Friedrich Meinels Liebe zum Instrumentenbau stammte. Jedenfalls eröffnete er, nachdem er 1877 nach Bad Kissingen übergesiedelt war, dort die „Klingenthaler Musik-Instrumenten-Niederlage, Export en gros & en detail“ in der Ludwigstraße 5.
Im selben Jahr (1877) heiratete Meinel Antonie Zapf, die Tochter des aus Bayreuth stammenden Drechslermeisters Friedrich August Zapf, der schon seit 1836 in der Kurstadt lebte. Das königlich bayerische „Weltbad“ mit seinen hochrangigen Gästen aus ganz Europa war damals Anziehungspunkt für viele geschäftstüchtige Unternehmer. Zapf handelte mit Holz- und Galanteriewaren und hatte 1874 in der Ludwigstraße seinen neuen Laden erbaut, den er nun seinem Schwiegersohn übergab.
Meinel war offensichtlich ein äußerst rühriger und ideenreicher Geschäftsmann. Gleich nach der Übernahme vergrößerte er die Geschäftsräume. Zugleich gründete er in Sandberg (Rhön) eine Holzschnitzschule. Schon ab Mai 1877 hatte die Bad Kissinger Saale-Zeitung eine Artikelserie „Vorschläge zur Hebung der Industrie und Landwirtschaft in der Vorder-Rhön“ veröffentlicht, der Auslöser für Meinel gewesen sein mag, sich in der verarmten Rhön zu engagieren. Immerhin stammte er selbst aus dem Erzgebirge, einem Gebiet, in dem damals durch den Rückgang des Erzabbaus die Not ebenso groß war.
Nur fünf Jahre nach Gründung seiner Holzschnitzschule in Sandberg wurde Meinel im Jahr 1882 bei der 1. Bayerischen Landes-Industrie-Gewerbe- und Kunstausstellung in Nürnberg mit einer Großen Bronzenen Medaille ausgezeichnet für „eine reiche Sammlung preiswürdiger, in Holz geschnitzter Pferde zu Spielzeug bestimmt“.
Schon 1886 starb Ehefrau Antonie nach nur neun Ehejahren und hinterließ zwei Kinder im Alter von sieben und acht Jahren.
Zu dieser Zeit handelte Meinel zwar noch immer mit Musikinstrumenten, aber seit seinem Erfolg in Nürnberg galt sein kaufmännisches Interesse offensichtlich mehr der Spielwarenfabrikation und dem Handel damit. In großformatigen Anzeigen machte er auf sein „Grosses Lager an Kissinger, Nürnberger, Schweizer und Sächsischen Spielwaren“ aufmerksam. Als seine Spezialität nannte er „Kissinger Trachtenpuppen“ und verwies auf die Fabrikation von „Natura weissen Holzpferden und sortierten Tieren“. Nur noch in kleinerem Text bot er darunter auch seine „Volks-Cithern für Gross und Klein“ und andere „Holz- und Messing-Instrumente“ an wie Aristons, Orchestrionetten, Xylophone, Claquebois (eine Art Xylophon) und Pianinos, die er auch vermietete.
Im Jahr 1888 beteiligte er sich mit seinen Spielwaren auf der als „Internationaler Wettkampf für Wissenschaft und Gewerbe in Brüssel sich ankündigenden Weltausstellung“ mit Erzeugnissen seiner Sandberger Holzschnitzschule.
Für die Weihnachtsausstellung desselben Jahres in Bad Kissingen warb Meinel bereits mit der Abbildung seiner in Brüssel gewonnenen Silbermedaille. Der Absatz von Spielwaren an die internationalen Kurgäste in Bad Kissingen, die sich zu damaliger Zeit oft mit ihren Kindern zur Sommerfrische im damaligen „Weltbad“ aufhielten, scheint in diesen Jahren recht gut gewesen zu sein, denn in derselben Saison eröffnete das älteste und bekannteste Spielwaren-Versandgeschäft Deutschlands, A. Wahnschaffe aus Nürnberg, eine Filiale in Bad Kissingen. Auch Karl Haßloch und C. Witzel boten Spiel- und Galanteriewaren in der Kurstadt an.
Neuerdings empfahl Friedrich Meinel auch „Kinderwagen, von den ordinärsten bis zu den feinsten, Kinderstühle und Sicherheits-Triumpfstühle zu Fabrikpreisen“ an. 1889 vergrößerte er seine Lager- und Kellerräume in der Turmgasse.
Meinel handelte mit seinen Holzspielwaren nicht nur in Bad Kissingen. Der Spielwarengroßhändler Adolf Fleischmann (1819–1895) in der damaligen „Weltspielwarenstadt“ Sonneberg hatte sie ebenfalls im Angebot. In einer zeitgenössischen Beschreibung seines Musterzimmers wurden „die weißen, sehr hübsch modellierten Pferde aus der Rhön“ besonders hervorgehoben.
Nach vierjährigem Witwer-Dasein heiratete Meinel 1890 Lina Schachenmayer. Schon ein Jahr später (1891) wurde eine Tochter und 1895 ein Sohn geboren. Inzwischen warb Meinel schon mit mehrsprachigen Anzeigen und stellte sich als „Inhaber der Silbernen Medaille zum Kgl. Sächsischen Verdienstordens“ und Inhaber einer „Manufactory of fine dressed Music-dolls and fancy goods of every kind“ vor. Die „Versendung nach allen Weltteilen“ erfolgte dem Anzeigentext nach „prompt und billigst“.
Einige Jahre später gewannen die Sandberger Holz- und Rohrspielwaren von Friedrich Meinel 1896 noch eine Silbermedaille in Nürnberg und 1897 eine in Leipzig. Meinel beschäftigte inzwischen die gesamte Gemeinde Sandberg, die ausschließlich Tierfiguren für ihn herstellte. In Heimarbeit übernahmen die Familien das Satteln und Schirren der Holzpferdchen.
Meinel selbst schrieb 1897 für den Jahresbericht der Handels- und Gewerbekammer Würzburg: „Die Kissinger Rohr- und Holzwarenindustrie nimmt von Jahr zu Jahr bedeutendere Dimensionen an, und gehen diese Erzeugnisse nach allen Welttheilen. Die Arbeiter haben einen guten Verdienst und schaffen das ganze Jahr ununterbrochen, der Segen dieser Industrie ist recht fühlbar und schätzen sich viele Familien glücklich, eine solche Einnahmequelle gefunden zu haben, der Begründer dieser Industrie kann aber nicht oft genug seine Bitte wiederholen, daß der Ausrottung des Aspenholzes mit aller Energie entgegengetreten und daß für die Neuanpflanzung gesorgt werden möge, besonders in den Staatswaldungen Kissingen, Aschach, Steinach, Premich, Schmalwasser und Sandberg. Nicht für seine Person stellt der Bittende das Ersuchen, sondern für die folgenden Generationen, damit einst die Spielwaren-Industrie in Kissingen ebenso blühen kann, wie in Sonneberg in Thüringen.“
Meinels Aufruf, die Espen wieder aufzuforsten, war begründet: Im Sandberger Distrikt war die Forstverwaltung inzwischen dazu übergegangen, die Espen- und Lindenbestände durch leichter verkäufliche Fichten und Tannen zu ersetzen.
Im Jahr 1906 wurden Meinels Sandberger Spielwaren bei der dritten und letzten großen Bayer. Landes-Industrie-Gewerbe- und Kunstausstellung in Nürnberg mit „sehr gut“ und einer Silbermedaille ausgezeichnet für „naturgetreue und geschmackvolle Ausführung der Erzeugnisse sowie für Hebung dieses Industriezweiges im Rhöngebiet“. Als Neuheit bot er jetzt „Holzfahrzeuge mit Federantrieb“ an sowie „Aecht englische Lawn-Tennis Utensilien und prima Fischerei-Gerätschaften“.
Am 7. Juni 1911 starb Meinel überraschend „nach kurzem schweren Leiden“. Die längst von Meinel wirtschaftlich abhängigen Sandberger Holzschnitzer wurden nun arbeitslos, mussten ihr Angebot an Schnitzereien verändern und ihre Erzeugnisse wieder selbst verkaufen.
Lina Meinel teilte noch im Todesjahr ihres Mannes das Geschäft in drei einzelne Ladenlokale auf und führte das Geschäft noch kurze Zeit weiter. Im Januar 1912 erschien der letzte Katalog der „Holz- und Rohrspielwarenfabrik Friedrich Meinel“.
Da das Geschäft nach dem Ersten Weltkrieg nicht wieder aufgenommen wurde, gerieten Friedrich Meinel und die kurze Holzschnitztradition der Rhön in Vergessenheit. Beispiele seiner Spielzeugproduktion werden seit 2012 in der Museumsabteilung Spielzeugwelt im Museum Obere Saline gezeigt.
Als Bürger Bad Kissingens engagierte sich Meinel bei der Freiwilligen Sanitätskolonne sowie der Freiwilligen Feuerwehr und war Mitglied im evangelischen Kirchenvorstand. Er war Träger zahlreicher Orden und Medaillen.